# Cervélo TestTeam Women
La Cervélo TestTeam (codice UCI: CWT), conosciuta in precedenza come Univega e Raleigh, è stata una squadra femminile di ciclismo su strada svizzera con licenza olandese, fondata nel 2005.
Lo sponsor principale, Cervélo, è una azienda svizzera produttrice di telai per biciclette, le stesse utilizzate dalla squadra dal 2008. Sin dal 2005 ha utilizzato bici firmate dal main sponsor, prima Univega poi Raleigh. La sede del team è ad Ebikon, in Svizzera.
Nel 2009 vinse, con Claudia Häusler, il Giro Donne e vanta cinque vittorie consecutive alla Grande Boucle Féminine tra il 2005 e il 2009.

## Cronistoria

### Annuario
| Anno | Codice | Nome                                           | Cat. | Biciclette | Dirigenza                                                                                              |
| ---- | ------ | ---------------------------------------------- | ---- | ---------- | --- |
| 2005 | UPT    | Univega Pro Cycling Team                       | WT   | Univega    | Manager: Thomas Campana Dir. sportivi: Markus Nagel, Rik Claeys                                        |
| 2006 | UPT    | Univega Pro Cycling Team                       | WT   | Univega    | Manager: Thomas Campana Dir. sportivi: Markus Nagel, Rik Claeys, Manel Lacambra                        |
| 2007 | RLT    | Raleigh-Lifeforce-Creation-HB Pro Cycling Team | WT   | Raleigh    | Manager: Thomas Campana Dir. sportivi: Pirmin Adler, Rik Claeys, Markus Nagel, Simon Cope, Andy Walser |
| 2008 | RLT    | Cervélo-Lifeforce Pro Cycling Team             | WT   | Cervélo    | Manager: Thomas Campana Dir. sportivi: Pirmin Adler, Manel Lacambra                                    |
| 2009 | CWT    | Cervélo TestTeam Women                         | WT   | Cervélo    | Manager: Thomas Campana Dir. sportivi: Manel Lacambra, Pirmin Adler, Geert Broekhuizen                 |
| 2010 | CWT    | Cervélo TestTeam Women                         | WT   | Cervélo    | Manager: Thomas Campana Dir. sportivi: Jean-Paul van Poppel, Theo Maucher                              |
| 2011 | n.c    | Garmin-Cervélo                                 | WT   | Cervélo    | Manager: Thomas Campana Dir. sportivi: Jean-Paul van Poppel, Theo Maucher                              |

### Classifiche UCI
Fino al 1998, le squadre ciclistiche erano classificate dall'UCI in un'unica divisione. Nel 1999 la classifica a squadre venne divisa in prima, seconda e terza categoria (GSI, GSII e GSIII), mentre i corridori rimasero in classifica unica. Nel 2005 fu introdotto l'UCI ProTour e, parallelamente, i Circuiti continentali UCI; dal 2009 le gare del circuito ProTour sono state integrate nel Calendario mondiale UCI, poi divenuto UCI World Tour.
| Anno | Class.     | Pos. | Migliore cl. individuale |
| ---- | ---------- | ---- | ------------------------ |
| 2005 | World Cal. | 8º   | Karin Thürig (16º)       |
| 2005 | World Cup  | ?    | Priska Doppmann (31º)    |
| 2006 | World Cal. | 1º   | Nicole Cooke (1º)        |
| 2006 | World Cup  | 1º   | Nicole Cooke (1º)        |
| 2007 | World Cal. | 3º   | Nicole Cooke (2º)        |
| 2007 | World Cup  | 1º   | Nicole Cooke (2º)        |
| 2008 | World Cal. | 3º   | Christiane Soeder (8º)   |
| 2008 | World Cup  | 4º   | Kristin Armstrong (12º)  |
| 2009 | World Cal. | 1º   | Kirsten Wild (3º)        |
| 2009 | World Cup  | 1º   | Kirsten Wild (2º)        |
| 2010 | World Cal. | 1º   | Kirsten Wild (3º)        |
| 2010 | World Cup  | 1º   | Kirsten Wild (3º)        |

## Palmarès

### Grandi Giri
- Giro Donne

Partecipazioni: 3 (2007, 2009, 2010)
Vittorie di tappa: 3
2009 (2 Kirsten Wild, Claudia Häusler)
Vittorie finali: 1
2009 (Claudia Häusler)
Altre classifiche: 2
2009 Punti (Claudia Häusler)
2010 Scalatori (Emma Pooley)
- La Grande Boucle Féminine Internationale

Partecipazioni: 5 (2005, 2006, 2007, 2008, 2009)
Vittorie di tappa: 16
2005 (Edwige Pitel, Priska Doppmann)
2006 (Cooke, Kiesanowski, Rickards)
2007 (Thürig, 3 Doppmann, Cooke, Slater)
2008 (Karin Thürig, Christiane Soeder)
2009 (2 Emma Pooley, Christiane Soeder)
Vittorie finali: 5
2005 (Priska Doppmann)
2006 (Nicole Cooke)
2007 (Nicole Cooke)
2008 (Christiane Soeder)
2009 (Emma Pooley)
Altre classifiche: 6
2006 Punti (Nicole Cooke)
2007 Punti (Priska Doppmann)
2007 Squadre
2008 Squadre
2009 Punti (Christiane Soeder)
2009 Squadre
- Tour de l'Aude Cycliste Féminin

Partecipazioni: 5 (2005, 2006, 2007, 2009, 2010)
Vittorie di tappa: 10
2005 (2 Karin Thürig)
2006 (2 Priska Doppmann, Joanne Kiesanowski)
2007 (Christiane Soeder
2009 (Kristin Armstrong)
2010 (Bruins, Armitstead, Pooley)
Vittorie finali: 2
2009 (Claudia Häusler)
2010 (Emma Pooley)
Altre classifiche: 2
2010 Scalatori (Emma Pooley)
2010 Squadre

### Campionati nazionali
Strada
- Campionati australiani: 2

In linea: 2009 (Carla Ryan)
Cronometro: 2009 (Carla Ryan)
- Campionati austriaci: 7

In linea: 2006, 2009 (Christiane Soeder)
Criterium: 2007, 2008 (Christiane Soeder)
Cronometro: 2006, 2007, 2009 (Christiane Soeder)
- Campionati francesi: 1

Cronometro: 2005 (Edwige Pitel)
- Campionati britannici: 4

In linea: 2006, 2007 (Nicole Cooke); 2010 (Emma Pooley)
Cronometro: 2009, 2010 (Emma Pooley)
- Campionati olandesi: 1

Cronometro: 2009 (Regina Bruins)
- Campionati svizzeri: 6

In linea: 2005 (Sereina Trachsel); 2010 (Emilie Aubry)
Cronometro: 2005, 2006, 2007, 2008 (Karin Thürig)
- Campionati tedeschi: 1

In linea: 2010 (Charlotte Becker)
Pista
- Campionati tedeschi: 1

Inseguimento: 2010 (Charlotte Becker)
- Campionati neozelandesi: 2

Corsa a punti: 2006, 2007 (Joanne Kiesanowski)

### Altri successi
Per una volta corridori in forza alla Cervélo si sono affermate ai giochi olimpici e per tre volte ai campionati del mondo.
Giochi olimpici
- Cronometro: 1

2008 (Kristin Armstrong)
Campionati del mondo
- Cronometro: 3

2005 (Karin Thürig); 2009 (Kristin Armstrong); 2010 (Emma Pooley)